# Ronald Acuña Jr.
Ronald José Acuña Blanco Jr. (La Guaira, 18 dicembre 1997) è un giocatore di baseball venezuelano, esterno sinistro per gli Atlanta Braves della Major League Baseball.

## Carriera
Acuña firmò il 2 luglio 2014 all'età di 16 anni con i Atlanta Braves, con un bonus alla firma di 100000 $. Iniziò la carriera nel professionismo nel 2015 nella Classe Rookie, passando nel 2016 in Classe A e nel 2017 in A-avanzata, Doppia-A e Tripla-A.
Debuttò nella MLB il 25 aprile 2018, al Great American Ball Park di Cincinnati contro i Cincinnati Reds, battendo la sua prima valida e segnando il punto determinante per la vittoria nell'ottavo inning della partita, finita poi 5-4.
Nel mese di agosto venne nominato esordiente del mese, e più tardi a fine stagione Esordiente dell'Anno.

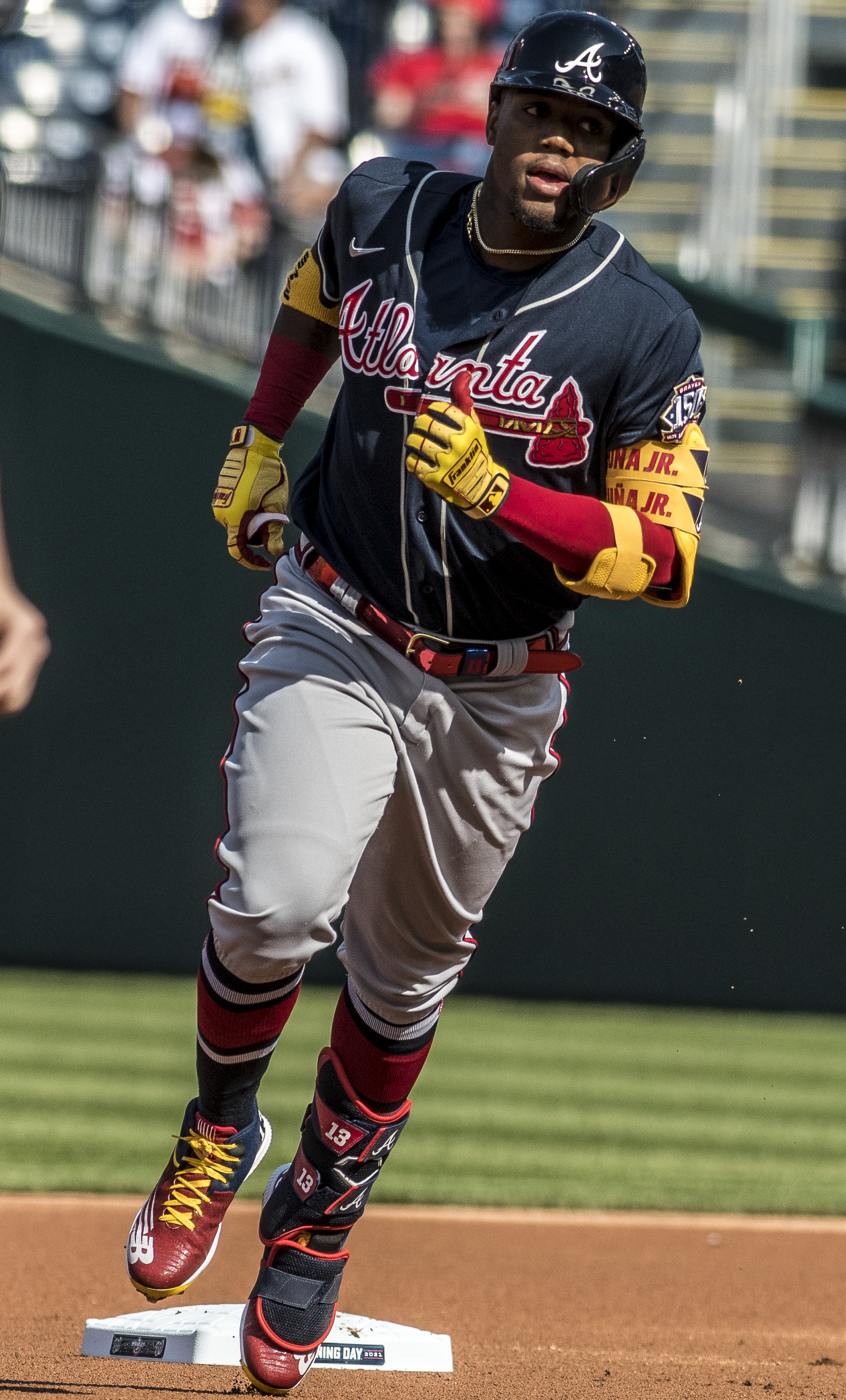
Acuña nel 2021

Nominato giocatore del mese di aprile nel 2021, il 10 luglio dello stesso anno, si infortunò al legamento crociato anteriore del ginocchio destro in una azione di gioco durante la fase difensiva. A causa dell'infortunio saltò il resto della stagione, compreso l'All-Star Game e anche il post-stagione, comprese le World Series, dove i Braves si laurearono campioni della MLB per la quarta volta nella storia.

## Palmarès
- World Series: 1

Atlanta Braves 2021
- MLB All-Star: 2

2019, 2021
- Silver Slugger Award: 2

2019, 2020
- Esordiente dell'anno della National League: 1

2018
- Giocatore del mese: 1

NL: aprile 2021
- Esordiente del mese: 1

NL: agosto 2018
- Giocatore della settimana: 3

NL: 19 agosto 2018, 14 aprile 2019, 18 aprile 2021